# Millennium City (Hong Kong)
Pour les articles homonymes, voir Millennium.

Localisation des gratte-ciel du Millennium City

Millennium City est un groupe de gratte-ciel de Hong Kong, composé de quatre tours en 2010.
- Millennium City 1 Tower 1, construite en 1998 et mesurant 138 m de hauteur
- Standard Chartered Tower, construite en 1998 et mesurant 138 m de hauteur
- Millennium City 1 Tower 2, terminée en 1999
- Millennium City 1 Tower 3, terminée en 2003
- Millennium City 1 Tower 5, construit à proximité de la station Kwun Tong (MTR). Cette dernière tour a été conçue par la société Sun Hung Kai Properties et par l'agence Michael Chiang & Associates Limited

Les tours 6 et 7 sont en cours de construction.
Il n'y a pas de tour n°4, ce chiffre évoquant la mort dans de nombreuses régions d'Asie.

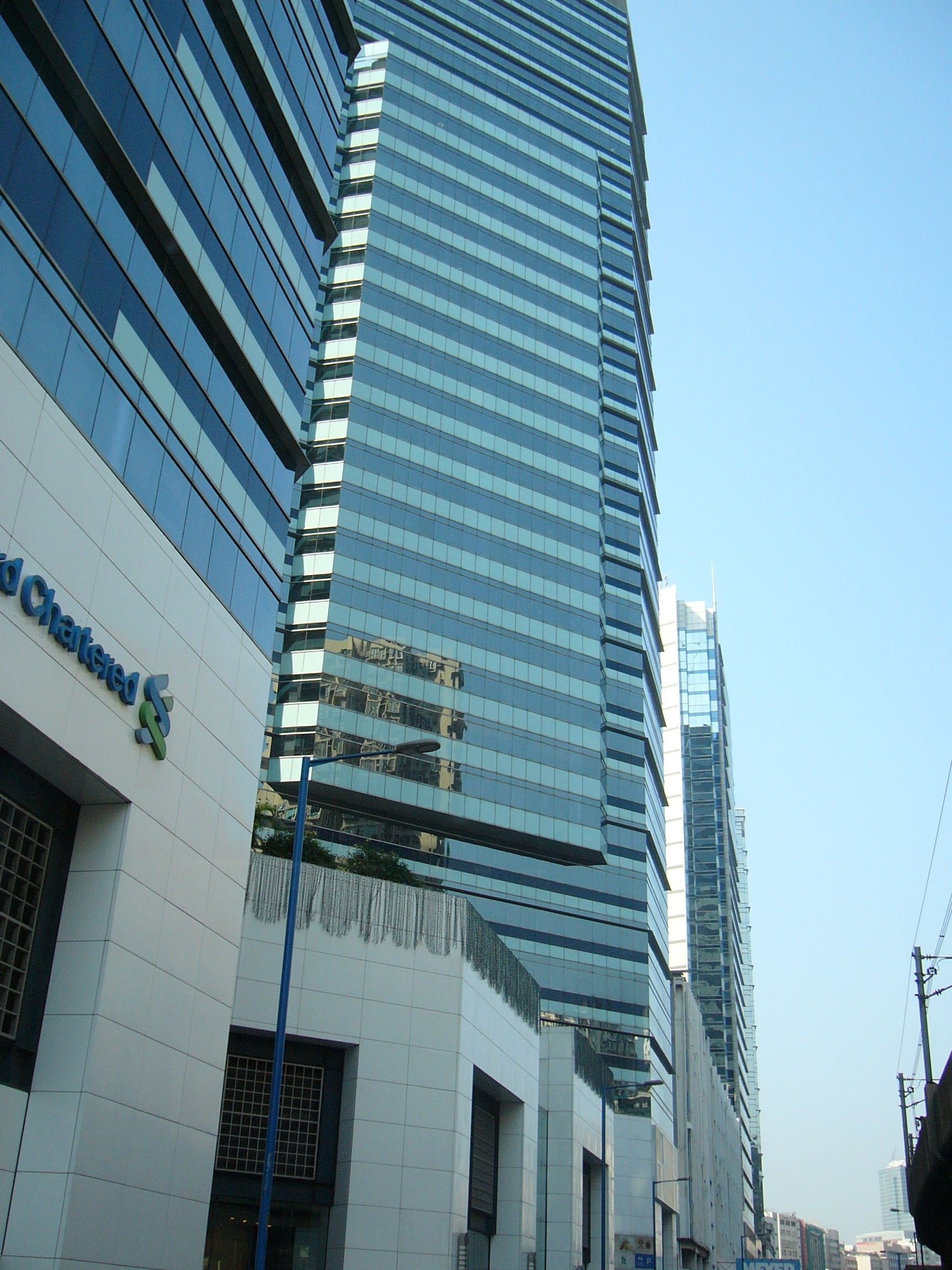
Millennium City 1 et 2
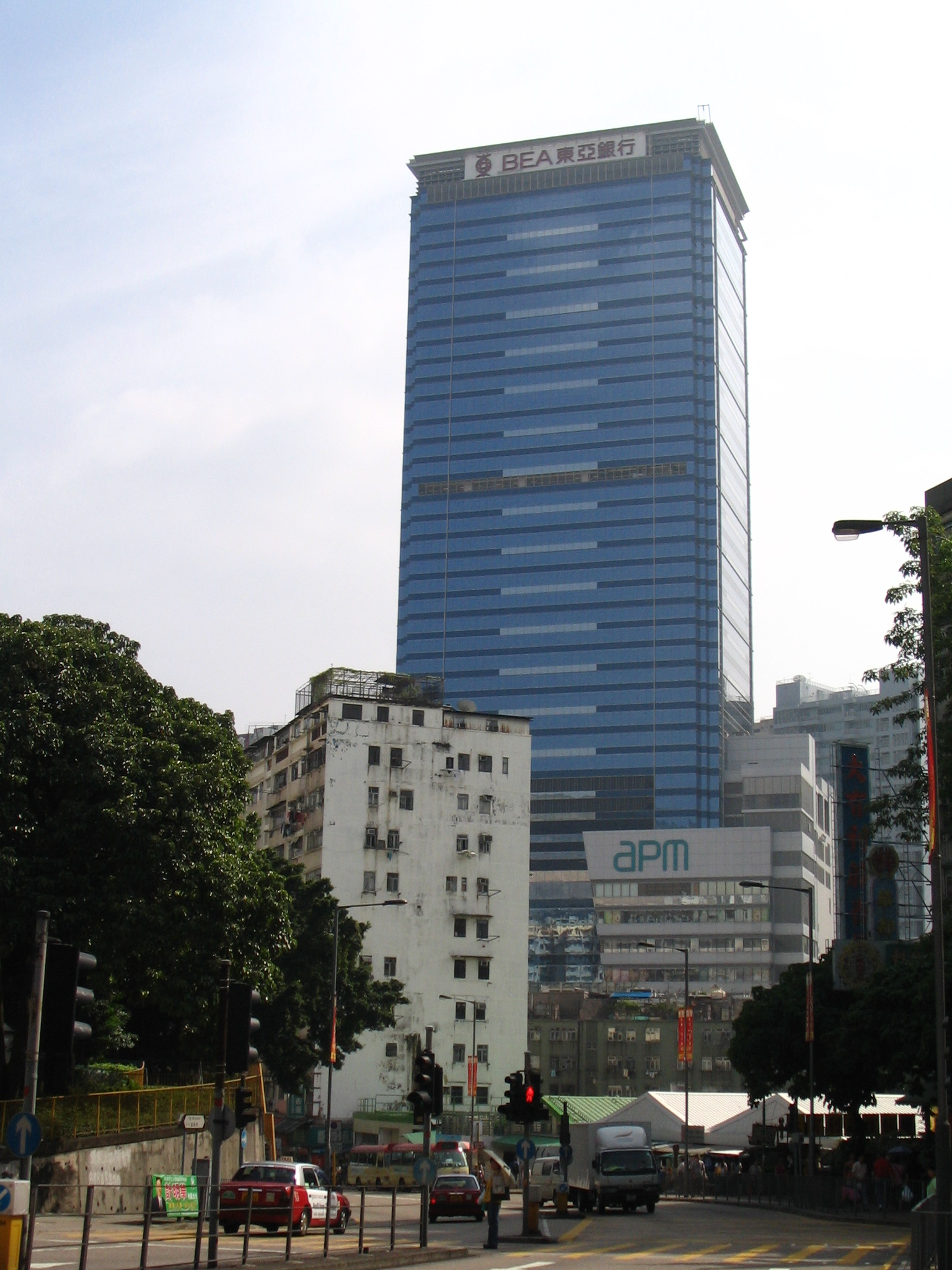
Millennium City 5
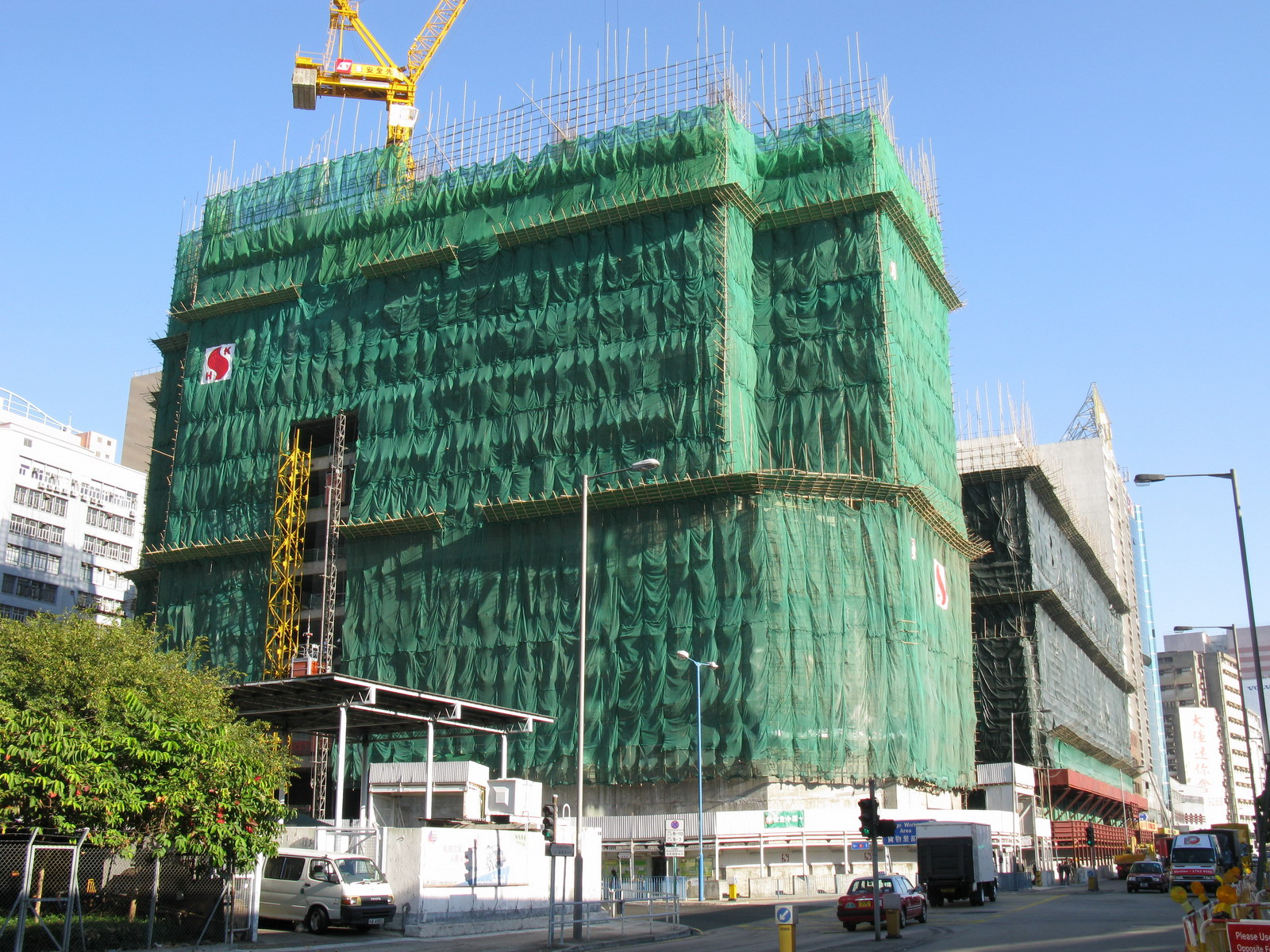
Millennium City 7 en 2008